# Hans-Erich Wilhelm

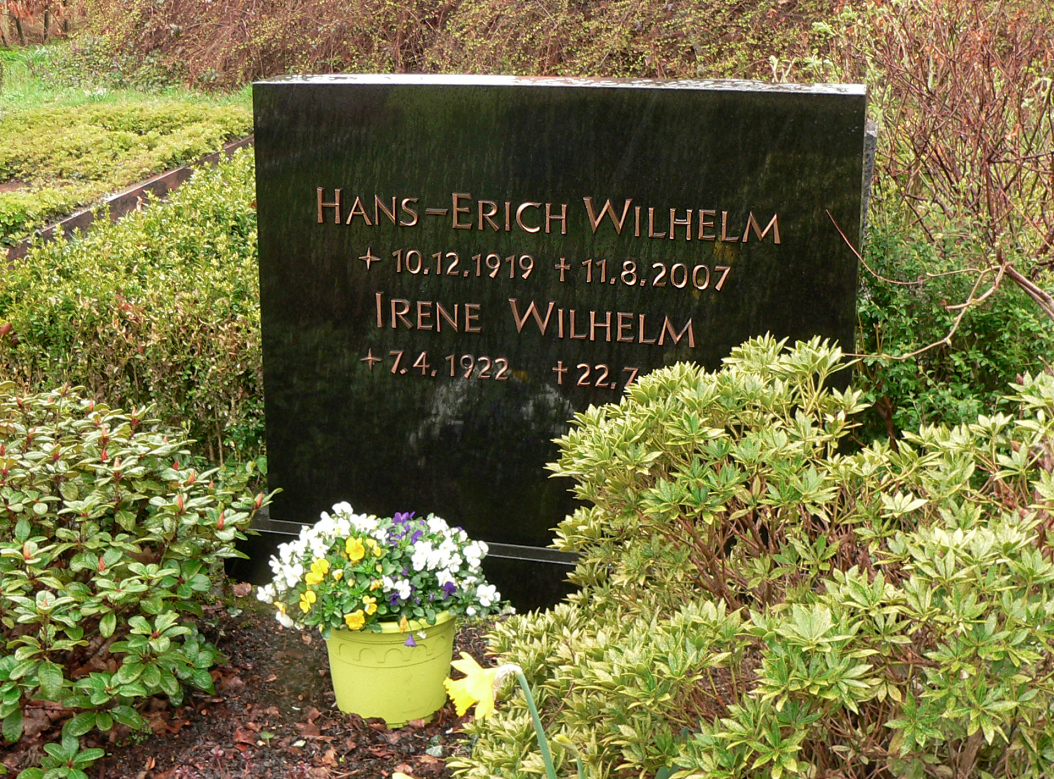
Grab auf dem Friedhof Lenthe

Hans-Erich Wilhelm (geboren 10. Dezember 1919; gestorben 11. August 2007 in Lenthe, Region Hannover) war ein deutscher Genealoge und Heimatforscher insbesondere über das Calenberger Land.

## Schriften
- Anno 1692 und 1693. die Gemeinde Lenthe baut ein Pfarrhaus (1986), mit einer Abbildung in: Der Holznagel, Worpswede 1975, Jg. 12 (1986), Heft 5, S. 6–8
- Ehr Hinrich Richman, Pastor, „Des Mandages darna“. Kirchenbücher der Evangelisch-Lutherischen Gemeinde Lenthe der Jahre 1564–1596. übertragen, ausgewertet und beschriftet von Hans-Erich Wilhelm, 2. Auflage, [Gehrden, Im Stiefel 1]: H.-E. Wilhelm, 1984
- Lenthe. Familienbuch. 1564–1875 (= Niedersächsischer Landesverein für Familienkunde e.V. Gegr. 1913. Sonderveröffentlichung, Bd. 19) (= Deutsche Ortssippenbücher, Reihe B, Bd. 49), Hannover: Niedersächsischer Landesverein für Familienkunde, 1988
- Die Gehrdener Israelitische Synagogengemeinde. Leben und Leiden jüdischer Mitbürger. Hrsg.: Deutsch-Israelische Gesellschaft – Arbeitsgemeinschaft Hannover, Hannover 1992.
- Hans-Erich Wilhelm, Friedrich Meier: Zur Geschichte der Dörfer Lenthe, Northen. Festschrift, dem 600jährigen Jubiläum der Kirchengemeinde gewidmet, hrsg. von der Ev.-Luth. Kirchengemeinde Lenthe-Northen, Lehnte-Northen: Ev.-Luth. Kirchengemeinde, 1994
- Lenthe. Namen und Daten, Fakten und Zahlen, chronologisch, Lenthe: H.-E. Wilhelm, 1997
- Bericht einer Reise durch England, angetreten am 17. Juli 1780, beendet am 13. November 1780. Aus Akten Obergut Lenthe Nr. 122.  Übertragen 1997. Ernst Ludwig Julius von Lenthe, Lenthe, 1997
- Hans Mahrenholtz, Hans-Erich Wilhelm: Die Rittergüter der Familie von Lenthe in den Fürstentümern Calenberg-Göttingen-Grubenhagen und Lüneburg, dem Bistum Hildesheim sowie der Grafschaft Hoya, hrsg. von Kurd von Lenthe, mit Beiträgen von Gebhard von Lenthe und Hans Jürgen Freiherr von Richthofen, Lenthe/Gehrden: K. von Lenthe, 2000
- Die Leichenpredigten im Archiv der Familie von Lenthe zu Lenthe (Ortsteil der Stadt Gehrden) (= Edition Familienkunde Niedersachsen,  Nr. 5), PC-CD-ROM plus Beilage, hrsg. vom Niedersächsischen Landesverein für Familienkunde, Hannover: NLF, 2006, ISBN 978-3-936557-11-4 und ISBN 3-936557-11-X

als Herausgeber:
- Das von Lenthesche Rittergut Gilten im Lüneburgischen (1777–1793). Briefe an den Gutsherrn Eberhard Adolf Friedrich von Lenthe, mit einer Karten-Beilage, Lenthe: H. Wilhelm, 2002
- Pastor Georg August Friedrich Mirow. Abkündigung von Lebensläufen. 1840–1854, hrsg. und bearb. von Hans-Erich Wilhelm, Evangelisch-Lutherische Kirchengemeinde Lenthe, Lenthe, 2002